# Vorstendom Galilea
Het vorstendom Galilea was een kruisvaardersstaat binnen het koninkrijk Jeruzalem (1099 - 1187). De belangrijkste domeinen bevonden zich in en rond Tiberias en Galilea. Samen met alle lenen in de regio besloeg het vorstendom een gebied vanaf zuidelijk-Phoenecië (hedendaags Libanon) en het omringde Galilea-meer. Het had een aantal onderlenen binnen het grondgebied. Het onafhankelijke Sidon lag binnen de grenzen van Galilea en er wordt ook getwijfeld of sommigen lenen echt tot het vorstendom behoorden.
Het vorstendom werd gesticht in 1099, althans in naam, wanneer de kruisvaarder Tancred enige titels krijgt toebedeeld van Godfried van Bouillon en de plaatsen Tiberias, Haifa en Bethsan onder zijn gezag komen te staan. In 1101 beperkte koning Boudewijn I de opkomende macht van Tancred door Haifa af te staan aan Galdermar Carpenal. Tancred was echter genoodzaakt om zijn titel af te staan vanwege zijn regentschap over Antiochië. Vervolgens kwam de vorstelijke titel in het bezit van de families Sint-Omar, Montfaucon en Burres. De hoofdstad was Tiberias, en daarom werd daarom ook wel van het vorstendom Tiberias genoemd. Het rijkje werd vernietigd in 1187 door de inval van Saladin; de titel is later nog wel gebruikt door de nakomelingen van de koningen van Cyprus.

## Vorsten van Galilea
- Tancred (1099 – 1101)
- Hugo van Sint-Omaars (1101 – 1106)
- Gervaise van Bazoches (1106 - 1108)
- Tancred, weer in (1109 – 1112)
- Jocelin van Courtenay (1112 - 1119)
- Willem I van Bures (1119 - 1142)
- Elinard van Bures (1142 – 1148)
- Willem II van Bures (1148 – 1158)
- Eschiva van Bures (1158 - 1187)
  - Walter van Sint-Omaars (1158 - 1174) (als echtgenoot van Eschiva)
  - Raymond III van Tripoli (1174 – 1187) (als echtgenoot van Eschiva)
- Hugo II van Sint-Omaars (1187 - 1204)
- Rudolf van Sint-Omaars (1204 - 1219)
  - Eschiva van Sint-Omaars (1219 - 1265) (dochter van Rudolf)
  - Odo van Montbéliard (echtgenoot van Eschiva)

## Titulaire prinsen
- Philip (Filips) van Ibelin
- Balian II van Ibelin (?–1316)
- Bohemund van Lusignan (c. 1280)
- Guy van Lusignan (c. 1320–1343), zoon van Hugo IV van Cyprus
- Hugo van Lusignan (1343–1386), zoon van Guy de Lusignan
- Johannes de Brie
- Hendrik van Lusignan (?–1427), zoon van Janus I van Cyprus
- Philippe van Lusignan

## Leenschappen
Het vorstendom bezit vijf ondergeschikte leenschappen waarvan vier buiten het eigen district.
- Leenschap Beiroet
- Leenschap Baniyas
- Leenschap Haifa
- Leenschap Nazareth
- Leenschap Toron